# Silvana Condemi
Silvana Condemi est une paléoanthropologue directrice de recherche au CNRS. Elle a notamment travaillé sur la question de l'hybridation des Néandertaliens et des premiers Hommes modernes.

## Biographie
Silvana Condemi obtient en 1985 un doctorat de troisième cycle en géologie du Quaternaire (option paléoanthropologie) à l’université de Bordeaux I et soutient une thèse sur Les Hommes fossiles de Saccopastore (Italie) et leurs relations phylogénétiques.
Habilitée à mener des recherches en anthropologie depuis 1998, elle est responsable de la thématique paléo-anthropologie de l’UMR 7268-ADES, à l'université d'Aix-Marseille.
Ses travaux prennent pour objet le peuplement de l'Eurasie au Pléistocène inférieur et moyen, les Néandertaliens et les premiers Hommes modernes au Proche-Orient, l’évolution et la variabilité des populations du Pléistocène moyen et également la variabilité des Hommes actuels,.
En novembre 2013, à propos de l'affaire de « l'Ange blond », enfant rom dont la blondeur fit accuser ses parents adoptifs d'enlèvement, elle dénonce dans une tribune de Libération la prégnance de l'idée de populations « pures », dans laquelle elle voit un préjugé proche des conceptions de l'anthropométrie nazie,.
En novembre 2014, Silvana Condemi donne un entretien à Futura-Sciences sur la question de la localisation du « berceau de l'humanité ».

## La question des caractéristiques « transitionnelles » chez les Néandertaliens
En 2013, une équipe de chercheurs dirigée par Silvana Condemi réinterpréte des observations faites sur une mandibule mise au jour en 1957 sur le site de Riparo Mezzena, en Italie. En l’examinant, l'équipe a découvert l’ébauche d’un menton, caractéristique présente chez Homo sapiens mais absente chez Néandertal. Or les chercheurs ont pu procéder à une analyse de l’ADN mitochondrial de cette mandibule et en ont conclu qu'elle appartenait à un Néandertalien. D’autres mandibules néandertaliennes, trouvées un peu partout en Europe (l’homme de Spy en Belgique, de La Ferrassie en Dordogne, de Las Palomas en Espagne et de la grotte de Vindija en Croatie), présenteraient cette caractéristique. Les conclusions de l'équipe relancent l'hypothèse d'une hybridation des deux populations.
Ces résultats sont toutefois contestés par une étude publiée en 2016 : sur la base d'analyses génétiques, ses auteurs concluent que la mandibule de Riparo Mezzena n'est pas celle d'un Néandertalien mais d'un Homo sapiens. Une autre étude, publiée en mars 2018 et portant sur le séquençage de cinq nouveaux génomes de Néandertaliens, pose de nouvelles questions : d'une part, et contrairement à ce que l'on pourrait attendre d'un phénomène d'hybridation, l'étude n'a trouvé aucun ADN nucléaire d'Homo sapiens dans le génome de ces Néandertaliens ; d'autre part, les gènes néandertaliens identifiés dans le génome des Européens actuels ont une structure qui n'est pas proche de celle des gènes des Néandertaliens européens tardifs.
Mais comment expliquer dans ces conditions, sans apport apparent de gènes d'Homo sapiens dans le génome des Néandertaliens, les caractéristiques « transitionnelles » découvertes par l'équipe de Silvana Condemi chez ces derniers ? Selon elle, ces faits peuvent s'expliquer si deux hypothèses sont validées : 1° que les flux géniques se sont surtout produits dans le sens Néandertaliens → Homo sapiens, 2° que les principaux évènements d'hybridation ont eu lieu hors d'Europe, bien avant l'arrivée de nos ancêtres sur ce continent.

## Publications
Ouvrages en français
- (Avec François Savatier) L'énigme Denisova, Albin Michel, 2024, 320 p. (ISBN 978-2-226-49305-7, présentation en ligne).
- (Avec François Savatier) Dernières nouvelles de Sapiens, Flammarion, 2018, 161 p. (ISBN 978-2-080-25099-5, présentation en ligne).
- (Avec François Savatier) Néandertal, mon frère, Flammarion, 2016, 263 p. (ISBN 978-2-081-39351-6, présentation en ligne).
- Les Néanderthaliens de La Chaise, Éditions du Comité des travaux historiques et scientifiques (CTHS) : Documents préhistoire, 15, Paris, 2001, 178 p., préface de Bernard Vandermeersch.
- Les Hommes fossiles de Saccopastore, Cahiers de paléoanthropologie, CNRS Éditions, Paris, 1992, 175 p., préface de Jean Piveteau.

Ouvrages en anglais
- (en) (Éditrice avec G. Wringer) Continuity and Discontinuity in the Peopling of Europe, One Hundred Fifty Years of Neanderthal Study, Springer, coll. « Vertebrate Paleobiology and Paleoanthropology Book Series », 2011.
- (en) (Coéditrice de L. Longo) Middle to Upper Paleolithic shift, numéro spécial de Quaternary International, Elsevier, 2011.

Articles

Silvana Condemi est autrice ou coautrice de plusieurs dizaines d'articles.